# Rio Pará
Rio Pará ist die Bezeichnung einer schmalen, tief ins Land greifenden Meeresbucht zwischen der Amazonasmündung und dem weiter südöstlich gelegenen Mündungsgebiet des Rio Tocantins. Verbindungen mit der Amazonasmündung bestehen über teilweise schiffbare Gezeitenkanäle, sogenannte Furos. Sie trennen auch die Insel Marajó, die das Nordufer des Rio Pará bildet, vom Festland ab. 

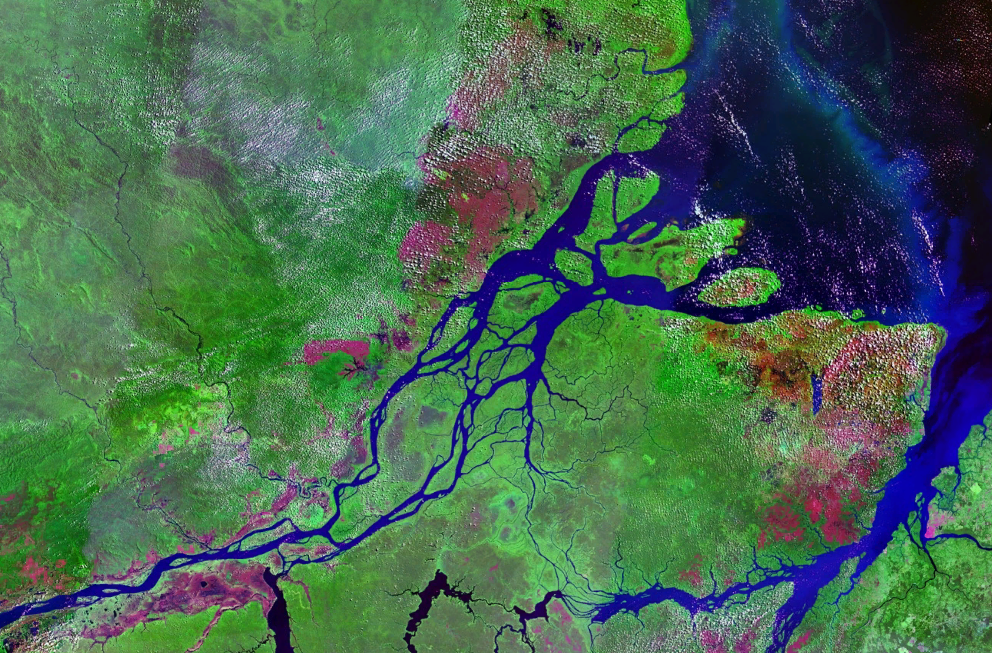
Satellitenbild Amazonasmündung,
der Rio Pará erstreckt sich entlang des unteren Bildrandes.

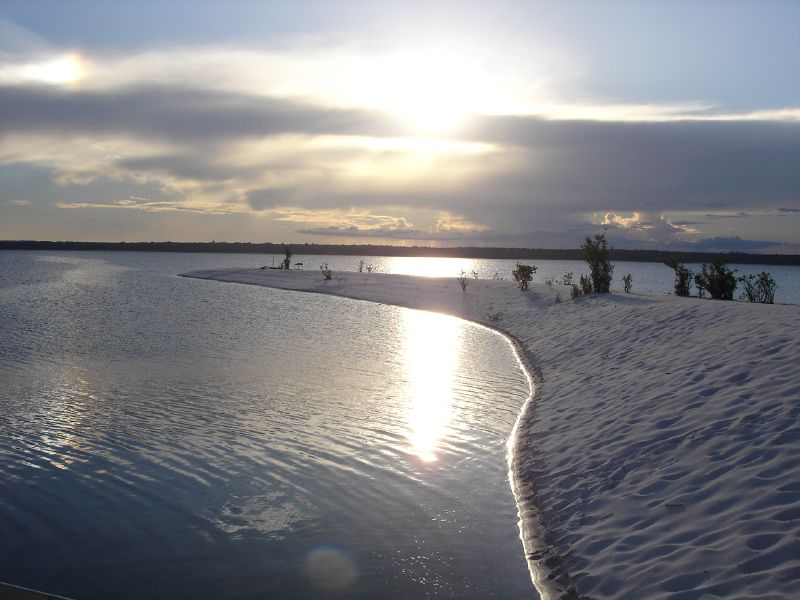
Rio Pará

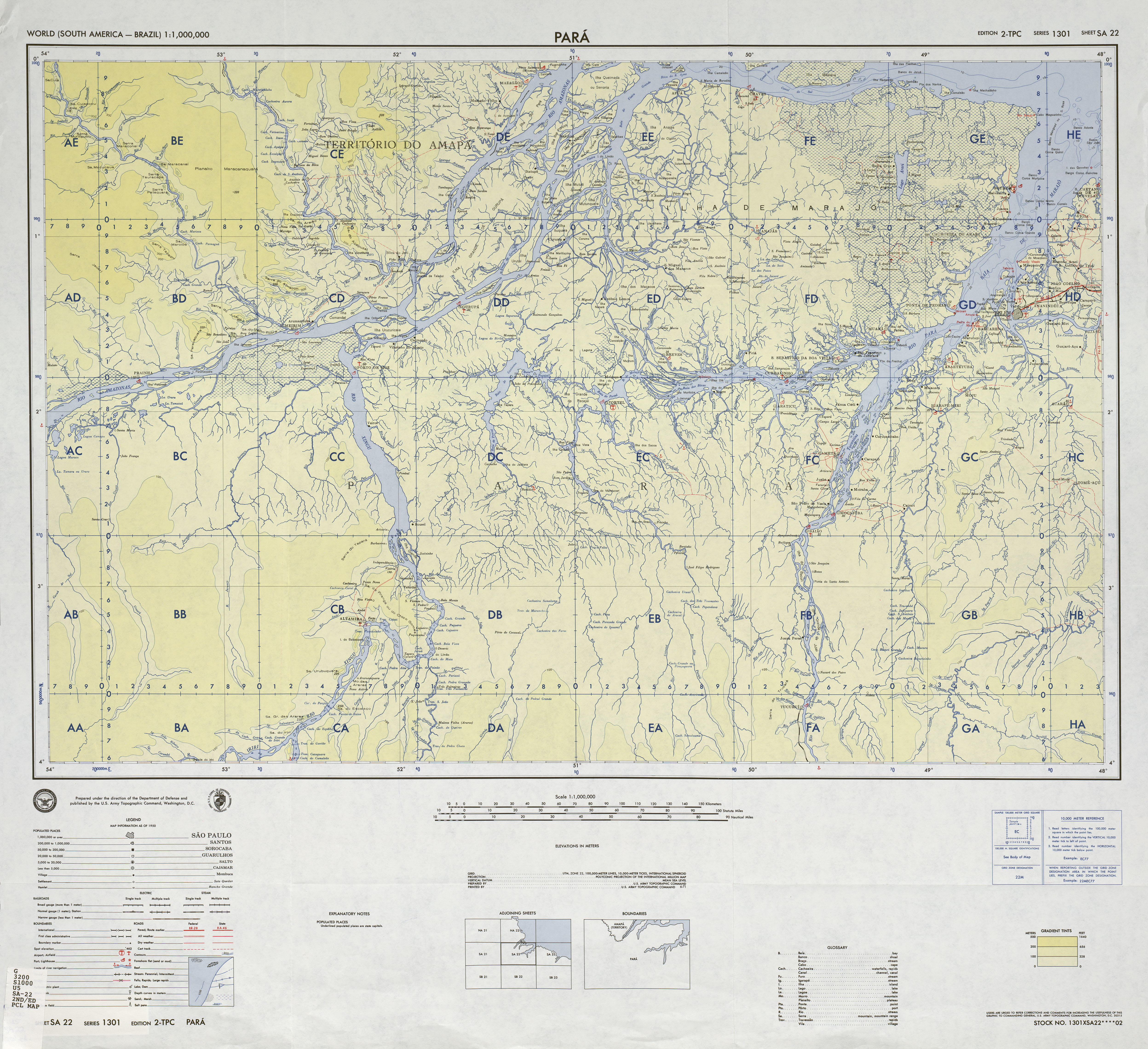
Der Rio Pará mit der Insel Marajó zwischen Amazonasmündung im NW und der Mündung des Tocantins im SO

## Verlauf
Die langgestreckte, 4–20 Kilometer breite und rund 180 Kilometer lange Bucht erstreckt sich in westlicher Richtung von etwa 49°45’ bis etwa 50°15' westlicher Länge landeinwärts. Im östlichen Drittel zweigt nach Süden die etwas breitere, aber kürzere Mündungsbucht des Rio Tocantins ab, der sie mit seinen Sedimenten von Süden her immer weiter ausfüllt und so zahlreiche Inseln entstehen lässt. Weitere Flüsse münden besonders nahe dem westlichen Ende der Bucht, so Rio Anapu, Rio Pacajá, Rio Camaraipi und Rio Jacundá (etwa auf der Höhe von Breves). Außerdem gibt es die zahlreichen, im Wechsel der Gezeiten strömenden Querverbindungen zur Amazonasmündung im Norden. Die meiste Sedimentfracht gelangt in den Rio Pará, wenn das Hochwasser des Amazonas seinen Weg durch diese Furos bis in diese Bucht findet. Im Osten geht der Rio Pará in die Baía de Marajó über, die sich ihrerseits in den Südatlantik öffnet. Durch die einmündenden Flüsse ist das Wasser der Bucht, landeinwärts zunehmend, brackig.
Die Hauptstadt des nach dem Rio Pará benannten brasilianischen Bundesstaates Pará, der Seehafen Belém, liegt am Ostufer des gemeinsamen Mündungstrichters der von Osten kommenden Flüsse Guajará und Moju, die sich in die Baía de Marajó öffnet.
Als Teil des Schifffahrtsweges Amazonas–Belém wird der Rio Pará gelegentlich als Canal de Breves bezeichnet.

## Geologische Situation und Entstehung
Der Rio Pará liegt im Bereich eines an der Erdoberfläche sich kaum noch abzeichnenden, nach Nordnordwest verlaufenden Grabens, der sich ab dem Miozän bildete und vom Rio Tocantins durchflossen und mit Sedimenten aufgefüllt wurde. Die heutige Bucht scheint sich erst in jüngster geologischer Vergangenheit gebildet zu haben infolge einer Blattverschiebung, die seit der Mitte de Holozäns nachweisbar ist. Eine zeitweilige Überformung des Rio Pará durch einen südlichen Mündungsarm des Amazonas wurde mehrfach erwogen. Heute gelangt nur ein kleiner Teil des Amazonaswassers über die Furos in den Rio Pará. Bei der Einmündung in die Bucht hat sich ein Delta gebildet. Die von Westen kommenden Flüsse Rio Anapu und Rio Pacajá sind in ihren Oberläufen nach Norden gerichtet und flossen früher via Rio da Laguna weiter in Richtung der Amazonasmündung. Seit etwa 6000 Jahren sind ihre einstigen flachen Täler vom Wasser der Seen Baia de Caxiuana und Baia Pacajaí bedeckt, und ihr Wasser erreicht überwiegend über ebenfalls abgesunkene einstige Wasserscheiden hinweg nach Osten die Wasserfläche des Rio Pará.

## In die Bucht mündende Flüsse
Zu den größten Flüssen gehören (von West nach Ost):
- Furo do Tajapuru und Rio de Breves (im Westen abgehende Gezeitenkanäle zur Amazonasmündung)
- Rio Jacundá (von Süden)
- Rio Araticu (von Süden)
- Rio Tocantins (von Süden)